# Leptobelus dama
Leptobelus dama är en insektsart som beskrevs av Ernst Friedrich Germar. Leptobelus dama ingår i släktet Leptobelus och familjen hornstritar. Inga underarter finns listade i Catalogue of Life.